# Гил Во
Гил Во (англ. Gil Waugh) (наст. имя Рэндольф Джеймс Во (англ. Randolph James Waugh) (родился 7 июля 1959) канадский писатель, поэт и музыкант. Романы Гила Во написаны в уникальном стиле, объединяющем научную фантастику ближайшего будущего и интригующий детектив с динамичным сюжетом.
Живёт в Оттаве, Канада.

## Биография и творчество
Родился в Норс Бэй, Онтарио.
Свои первые два романа он опубликовал под псевдонимом Gillìosa Uaugh, который впоследствии трансформировался в Gil Waugh (Гил Во).
Будучи автором двух опубликованных романов, Гил Во также является поэтом, музыкантом, пилотом, активным пропагандистом шотландского гэльского языка (самоназв. Gàidhlig; англ. Gaelic, или Scottish Gaelic), его профессиональная карьера — консультант по безопасности и инфраструктуре в компьютерных технологиях. Его профессиональные титулы включают I.S.P. (профессионал информационной безопасности) CNP ITILF (сертифицированный профессионал по компьютерным сетям) и CISSP (сертифицированный профессионал безопасности информационных систем). Он является автором ряда научных статей в газетах и различных технических журналах. Его техническая карьера включает позиции разработчика программного обеспечения, архитектора/администратора компьютерных сетей и консультанта по безопасности. На протяжении многих лет Гил Во верит в потенциал так называемого искусственного разума (искусственный интеллект)(англ. Artificial intelligence, AI), как инструмента модернизации процесса программирования и совершенствования качества жизни.
Первая лирика Гила Во, серии стихов в стиле хайку, вышла в свет в 1975 году. Он часто использует поэзию в своих романах, интегрируя её в сюжет.
Он получил музыкальное образование по классу классической трубы и на протяжении многих лет был руководителем джаз-группы TWNJC в Оттаве. В 70-х годах он был бас-гитаристом в составе нескольких рок-групп в Оттаве и Торонто, с которыми выступал, гастролировал и записывался. После распада TWNJC, он сфокусировался на исполнении и создании традиционной Кельтской музыки и в настоящее время играет на шотландской волынке в составе оркестра «Сыновья Шотландии» (англ. The Sons of Scotland), наистарешего в Канаде гражданского оркестра волынок и барабанов.
В 80-х годах Гил Во прошёл тренинг и получил лицензию коммерческого пилота, вскоре начал карьеру частного детектива и успешно провел около 800 расследований, включая дела о пропавших без вести, криминальные расследования и расследования в сфере страхового бизнеса. Изучение и применение на практике науки частного расследования обеспечило солидную базу для его литературных произведений — серии романов об Агентстве Расследований «Сандалвуд» во главе с главной героиней Карен Симпсон.
В 1997 г. Гил Во являлся сооснователем интернациональной организации «Round the World challenge» во главе с Майком Немесвари, ассистировал в руководстве проектом, главной идеей которого было расширение осведомленности о возможностях людей с ограниченными возможностями (инвалидов). Кульминацией проекта стал факт кругосветного путешествия Мака Немесвари, первого в истории тетраплегика, совершившего подобное путешествие на специально оборудованном автомобиле. Впоследствии этот проект был отмечен рядом признаний высокого уровня, включая награду Генерал-губернатора Канады. Одним из мотивов участия Гила Во в этом проекте был его собственный опыт реабилитации после спинно-мозговой травмы, которую он получил в 1993 году в Канкуне в Мексике.
Гил Во был гостем на телепрограммах «Mystery, Ink!» и «The Destiny Files» национального телевидения. В 2002 году выступал перед аудиторий в Мексиканском Университете в Мехико, представляя свою прозу на конференции АМЕС.